# RNF152
RNF152 (англ. Ring finger protein 152) – білок, який кодується однойменним геном, розташованим у людей на довгому плечі 18-ї хромосоми. Довжина поліпептидного ланцюга білка становить 203 амінокислот, а молекулярна маса — 22 357.
| 10         |  | 20         |  | 30         |  | 40         |  | 50         |
| ---------- |  | ---------- |  | ---------- |  | ---------- |  | ---------- |
| METLSQDSLL |  | ECQICFNYYS |  | PRRRPKLLDC |  | KHTCCSVCLQ |  | QMRTSQKDVR |
| CPWCRGVTKL |  | PPGFSVSQLP |  | DDPEVLAVIA |  | IPHTSEHTPV |  | FIKLPSNGCY |
| MLPLPISKER |  | ALLPGDMGCR |  | LLPGSQQKSV |  | TVVTIPAEQQ |  | PLQGGAPQEA |
| VEEEQDRRGV |  | VKSSTWSGVC |  | TVILVACVLV |  | FLLGIVLHNM |  | SCISKRFTVI |
| SCG        |  |            |  |            |  |            |  |            |

A: Аланін

C: Цистеїн

D: Аспарагінова кислота

E: Глутамінова кислота

F: Фенілаланін

G: Гліцин

H: Гістидин

I: Ізолейцин

K: Лізин

L: Лейцин

M: Метіонін

N: Аспарагін

P: Пролін

Q: Глутамін

R: Аргінін

S: Серин

T: Треонін

V: Валін

W: Триптофан

Кодований геном білок за функцією належить до трансфераз. 
Задіяний у таких біологічних процесах, як апоптоз, убіквітинування білків. 
Білок має сайт для зв'язування з іонами металів, іоном цинку. 
Локалізований у мембрані, лізосомі.